# タンドゥイセ・クボニ
タンドゥイセ・クボニ（Thanduyise Abraham Khuboni、1986年5月22日 - ）は、南アフリカ共和国の元サッカー選手。元南アフリカ代表。ポジションはミッドフィールダー。

## 経歴
2010年1月に親善試合で南アフリカ代表デビュー。6月の自国開催・2010 FIFAワールドカップのメンバーにも選出された。大会ではグループステージ3戦目・フランス戦に先発出場した。2012年までに通算26試合に出場した。

## 代表歴

### 出場大会
- 南アフリカ代表
  - 2010 FIFAワールドカップ

### 試合数
- 国際Aマッチ 26試合 0得点（2010年-2012年）[1]

| 南アフリカ代表 | 国際Aマッチ | 国際Aマッチ |
| 年             | 出場        | 得点        |
| -------------- | ----------- | ----------- |
| 2010           | 14          | 0           |
| 2011           | 8           | 0           |
| 2012           | 4           | 0           |
| 通算           | 26          | 0           |